# زيحان مستضدي

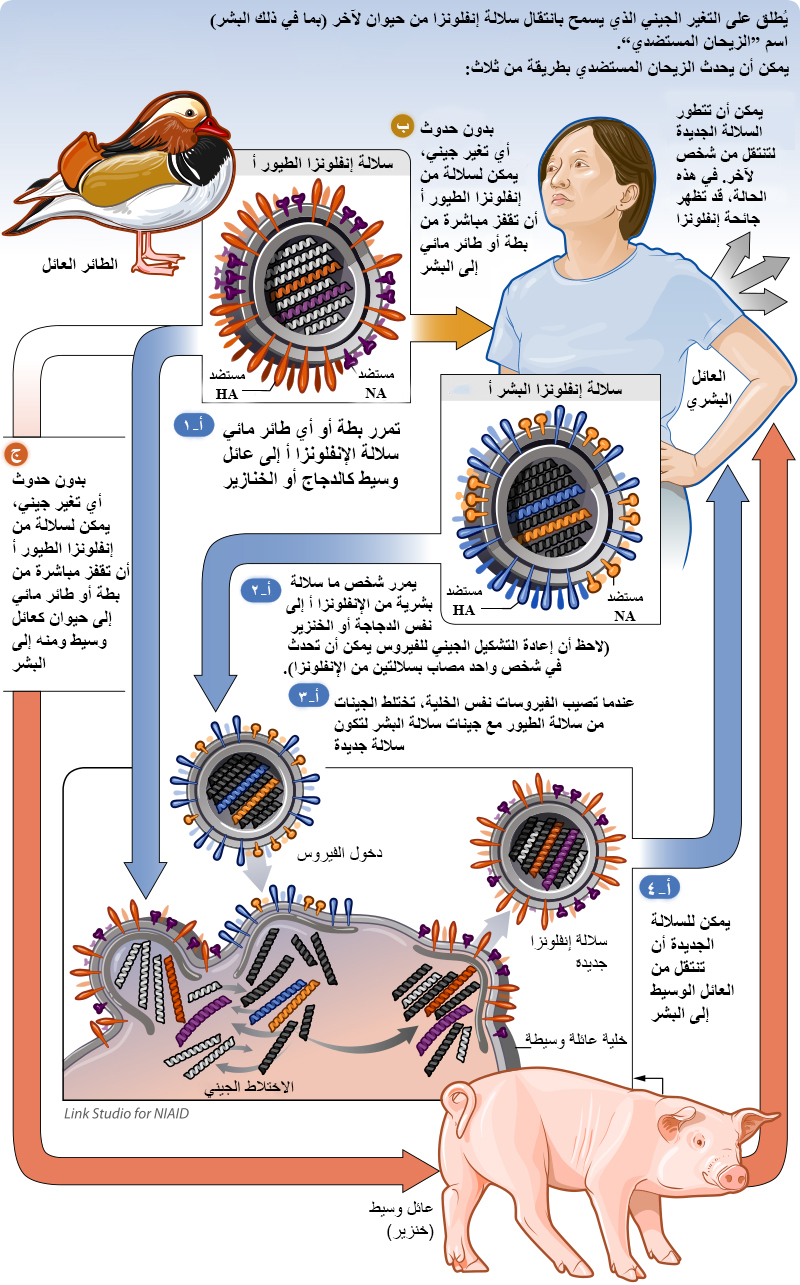
توضيح المعهد الوطني للحساسية والأمراض المعدية (NIAID) لطرق إعادة تشكيل فيروس الإنفلونزا المحتملة من خلال الزيحان المستضدي.

الزيحان المستضدي أو انحراف المستضد (بالإنجليزية Antigenic shift) هي العملية التي من خلالها تندمج سلالتان مختلفتان أو أكثر من الفيروسات لينشأ نوع فرعي بخليط من مستضدات السطح للسلالتين الأصليتين. ينطبق المصطلح على الإنفلونزا خاصًة، إذ أنها المثال الأفضل لحدوثه، لكن العملية تحدث أيضًا في فيروسات أخرى مثل فيروس فيزنا في الخراف. الزيحان المستضدي هي حالة خاصة من إعادة تشكيل الفيروس أو الزيحان الفيروسي والذي يتضمن تغيرًا في النمط الظاهري.
على النقيض من الزيحان المستضدي، فإن الانسياق المستضدي هو الطفرات الطبيعية التي تحدث مع مرور الوقت في سلالات معروفة من الإنفلونزا (أو غيرها عمومًا) والذي قد يؤدي لفقد المناعة، أو عدم تطابق اللقاح. يحدث الانسياق المستضدي في كل أنواع الإنفلونزا بما في ذلك إنفلونزا أ، وإنفلونزا ب، وإنفلونزا ج. على العكس، يحدث الزيحان المستضدي فقط في إنفلونزا أ لأنها لا تصيب البشر فحسب، بل تصيب كلًا من الثدييات والطيور، وهو ما يعطي إنفلونزا أ فرصة لإعادة ترتيب مستضدات السطح الخاصة بها. تصيب إنفلونزا ب وإنفلونزا ج البشر بصورة رئيسية، وهو ما يقلل فرصة حدوث إعادة تشكيل الفيروس وتغيير النمط الظاهري له.
الزيحان المستضدي مهم في ظهور سلالات فيروسية ممرضة جديدة، إذ أنه الطريق الذي قد تسلكه الفيروسات لتدخل مثوى بيئي. قد يحدث الزيحان المستضدي في فيروسات الرئيسيات، وقد يكون عاملًا لظهور فيروسات جديدة في البشر مثل فيروس نقص المناعة المكتسبة. بسبب تركيب الجينوم الخاص به، فإن فيروس نقص المناعة المكتسبة لا يحدث له إعادة تشكيل، ولكنه يعيد التشكل بحرية من خلال العدوى الإضافية، وبالتالي يستطيع فيروس نقص المناعة المكتسبة أن ينتج سلالات مهجنة تختلف كثيرًا عن أسلافها.

## الدور في نقل فيروس الإنفلونزا من الحيوانات إلى البشر
يصيب فيروس إنفلونزا أ حيوانات مختلفة، بما في ذلك البط والدجاج والخنازير والبشر والحيتان والخيل والفقمات. تصيب إنفلونزا ب البشر بصورة رئيسية، على الرغم من أنها وُجدت مؤخرا في الفقمات. تُسمى سلالات الإنفلونزا بناءً على نوع بروتينات السطح الراصة الدموية (H) والنورامينيداز (N) (والتي يوجد منها 18 و9 أنواع على الترتيب). لذا فإن السلالة قد تكون على سبيل المثال H3N2 إذا كانت تحتوي على النوع الثالث من الراصة الدموية والثاني من النورامينيداز. يمكن لبعض سلالات الإنفلونزا في الطيور (والتي يُعتقد أن كل سلالات إنفلونزا أ انحدرت منها) أن تصيب الخنازير وبعض العوائل الأخرى من الثدييات. عندما تصيب سلالتان مختلفتان من الإنفلونزا نفس الخلية في نفس الوقت، تُزال القفيصة البروتينية والأغلفة الدهنية، كاشفةً الحمض النووي الريبوزي والذي يُترجم إلى الحمض النووي الريبوزي الرسول. تكون الخلية العائلة فيروسات جديد بخلط المستضدات، فعلى سبيل المثال يندمج H3N2 و H5N1 ليكوّنوا H5N2 بهذه الطريقة. ولأن جهاز المناعة البشري لا يمكنه التعرف على هذه السلالة الجديدة، فإنها قد تصبح خطرة جدًا، وقد تؤدي إلى جائحة جديدة.
سببت فيروسات الإنفلونزا التي حدث لها زيحان مستضدي جائحة الإنفلونزا الآسيوية في 1957، وإنفلونزا هونغ كونغ، وجائحة 1968، وإنفلونزا الخنازير في 1976. حتى وقت قريب، كان يُعتقد أن الزيحان المستضدي هو ما سبب جائحة الإنفلونزا الإسبانية في 1918 والتي أودت بحياة 40-100 مليون شخص عالميًا، إلا أن الآراء الحديثة تقول بأن جائحة 1918 حدثت بسبب انسياق مستضدي لفيروس في الطيور إلى سلالة بإمكانها إصابة البشر. كانت جائحة H1N1 في 2009 نتيجة لزيحان مستضدي وإعادة تشكيل الفيروس بين فيروسات البشر والطيور والخنازير. أحد السيناريوهات المقلقة هو حدوث زيحان مستضدي بين الإنفلونزا البشرية وإنفلونزا الطيور، إذ أنه في هذه الحالة قد ينتج فيروس شديد العدائية.

## في النظام البيئي البحري
من ناحية علم الفيروسات، فإن النظام البيئي البحري ليس مدروسًا جيدًا، ولكن بسبب الحجم الهائل، والكثافة الفيروسية العالية (100 مليون فيروس لكل مل في المياه الساحلية، 3 ملايين لكل مل في أعماق البحر)، ومعدل انحلال الخلية المرتفع (يصل إلى 20% في المتوسط)، فإن معدلات حدوث الزيحان المستضدي للفيروسات البحرية مرتفع. نجد ذلك مدهشًا عندما نأخذ في الاعتبار أن التطور المشترك لبدائيات النوى والفيروسات في البيئة البحرية مستمر من قبل ظهور حقيقيات النوى حتى على سطح الأرض.